# CGC Viareggio 1989-1990
Questa voce raccoglie le informazioni riguardanti del CGC Viareggio nelle competizioni ufficiali della stagione 1989-1990.

## Stagione
Quindicesimo campionato di Serie A1. Il nuovo presidente Caprili dichiara che ci sono problemi di bilancio nel CGC. Il progetto rafforzamento della squadra deve essere rimandato a data da destinarsi. Quindi l'obbiettivo torna ad essere salvezza. Niente spese folli nonostante lo sponsor. Approdano in prima squadra Alberto Orlandi, Francesco Dolce e Mirko Bertolucci già arrivato l'anno scorso. Ci saranno due stranieri, non di grosso spessore. Campionato di metà classifica senza mai raggiungere la zona pericolosa.

## Maglie e sponsor
Lo sponsor ufficiale per la stagione 1989-1990 fu PrimoMercato.
| 1ª divisa | 2ª divisa |

## Organico

### Giocatori
Dati tratti dal sito internet ufficiale della Federazione Italiana Sport Rotellistici.
| N° | Naz.                 | Ruolo | Sportivo              |  |  |  |
| -- | -------------------- | ----- | --------------------- |  |  |  |
|    | Italia (bandiera)    | P     | Andrea Gemignani      |  |  |  |
|    | Italia (bandiera)    | P     | Alessandro Pardini    |  |  |  |
|    | Italia (bandiera)    | E     | Alberto Vecoli        |  |  |  |
|    | Brasile (bandiera)   | E     | Fernando Louzada      |  |  |  |
|    | Italia (bandiera)    | E     | Alberto Orlandi       |  |  |  |
|    | Italia (bandiera)    | E     | Pezzini               |  |  |  |
|    | Italia (bandiera)    | E     | Alessandro Giovannoni |  |  |  |
|    | Italia (bandiera)    | E     | Francesco Dolce       |  |  |  |
|    | Argentina (bandiera) | E     | Mauricio Tobares      |  |  |  |
|    | Italia (bandiera)    | E     | Bertuccelli           |  |  |  |
|    | Italia (bandiera)    | E     | Mirko Bertolucci      |  |  |  |
|    | Italia (bandiera)    | E     | Sergio Mazzoni        |  |  |  |